# 8117 Yuanlongping
8117 Yuanlongping è un asteroide della fascia principale. Scoperto nel 1996, presenta un'orbita caratterizzata da un semiasse maggiore pari a 3,0330868 UA e da un'eccentricità di 0,1107864, inclinata di 10,46375° rispetto all'eclittica.